# Idries Shah
Idries Shah (16 de junio de 1924 – 23 de noviembre de 1996) (en Urdu: ادریس شاه, en Hindi: इदरीस शाह) fue un autor que escribió más de tres docenas de libros que versan sobre temas que van desde la psicología y espiritualidad hasta diarios de viajes y estudios culturales.
Nacido en la India, descendiente de una familia noble de Afganistán, Shah creció principalmente en Inglaterra. Sus escritos tempranos se centraron en temas como magia y brujería. En 1960 fundó una casa editorial llamada Octagon Press, produciendo traducciones de textos clásicos Sufis como también títulos propios. Su trabajo más emblemático fue Los Sufis, el cual apareció en 1964 gozando de una buena recepción internacional. En 1965, Shah fundó en Londres el Institute for Cultural Research (Instituto para la Investigación Cultural), una organización educativa sin fines de lucro dedicada al estudio del comportamiento humano y de la cultura. Una organización similar, el Institute for the Study of Human Knowledge, también conocido como ISHK (Instituto para el Estudio del Conocimiento Humano) existe en los Estados Unidos de América, bajo la dirección del psicólogo y profesor de la Universidad de Stanford Robert Ornstein.
En sus escritos, Shah presenta al Sufismo como una forma universal de sabiduría anterior al Islam, poniendo el énfasis en la dinamicidad del Sufismo, su naturaleza no estática que siempre se adapta al tiempo presente, de acuerdo al lugar y a la gente involucrada. Además enmarcó su enseñanza en términos psicológicos occidentales. Shah hizo una extensiva utilización de cuentos-enseñanza tradicionales y de parábolas, textos que contienen múltiples capas de significados diseñados para activar introspección y autorreflexión en el lector. Quizá él sea más conocido por sus colecciones de las historias cómicas del Mula Nasrudín.
En ocasiones Shah fue criticado por orientalistas que cuestionaron sus credenciales y antecedentes. Su rol en la controversia que despertó una nueva traducción del Rubaiyat de Omar Khayyam, publicado por su amigo Robert Graves y su hermano mayor, Omar Ali Shah, fue objeto de un minucioso examen. Sin embargo, tuvo también numerosos defensores, entre los cuales se destacó la novelista (y ganadora del premio Nobel de literatura) Doris Lessing. Shah llegó a ser reconocido como un vocero del Sufismo en Occidente y dictó conferencias en calidad de profesor visitante en un gran número de universidades occidentales. Sus trabajos han jugado un rol significativo en presentar al Sufismo como una forma de sabiduría espiritual secular e individual.

## Vida

### Familia y primeros años
Idries Shah nació en Simla, India, de un padre indio-afgano, Sirdar Ikbal Ali Shah, escritor y diplomático, y una madre escocesa, Saira Elizabeth Luiza Shah. Su familia paterna era Musavi Sayeds. Su hogar ancestral estaba cerca de los jardines de Paghman en Kabul. Su bisabuelo paterno, Sayed Amjad Ali Shah, fue el nawab de Sardhana en el estado de Uttar Pradesh al norte del territorio indio, un título hereditario que la familia había obtenido gracias a los servicios que un antiguo ancestro llamado Jan Fishan Khan le brindó a los británicos.
Shah creció mayoritariamente en las cercanías de Londres. Según L.F. Rushbrook Williams, Shah comenzó a acompañar a su padre en sus viajes desde muy temprana edad, y a pesar de que ambos viajaron ampliamente y con frecuencia, siempre retornaban a Inglaterra, donde la familia estableció su hogar durante muchos años. A través de estos viajes, los cuales en su mayoría eran parte del trabajo Sufí que realizaba Ikbal Ali Shah, el joven Shah pudo conocer y pasar tiempo con prominentes hombres de estado y personales distinguidas tanto de oriente como de occidente. Williams escribe: “Semejante crianza le brindó al joven de marcada inteligencia, tal como Idries Shah pronto demostró poseer, muchas oportunidades para adquirir una perspectiva realmente internacional, una visión amplia, y construir relaciones con gente y lugares que muchos diplomáticos profesionales de más experiencia y mayores que él bien podrían envidiar. Pero a Idries Shah no le resultaba atractiva una carrera diplomática."
Shah describió su crianza poco convencional en una entrevista con Pat Williams en la BBC en el año 1970. Describió cómo su padre, su familia y amigos siempre intentaban exponer a los niños a una “multiplicidad de impactos” y una amplia gama de contactos y experiencias con la intención de producir una persona muy equilibrada. Shah describió esto como “el enfoque Sufi” a la educación.
Luego de que su familia se mudara de Londres a Oxford en 1940 para escapar del bombardeo alemán, pasó dos o tres años en la City of Oxford High School (Escuela Secundaria de la ciudad de Oxford). En el año 1945, acompañó en calidad de secretario a su padre al Uruguay, quien viajó en una misión comercial vinculada a la carne Halal. Regresó a Inglaterra en octubre de 1946, luego de acusaciones de tratos indebidos de negocio.

### Vida personal
Shah se casó con Cynthia (Kashfi) Kabraji en 1958; tuvieron una hija, Saira, en 1964, seguida de dos mellizos – un hijo, Tahir, y otra hija, Safia – en 1966.

### Amistad con Gerald Gardner y Robert Graves, y publicación de Los Sufis
Hacia fines de la década del 50, Shah estableció contacto con los círculos Wiccan en Londres y luego actuó durante un tiempo como secretario y compañero de Gerald Gardner, el fundador de la Wiccan moderna. En esos días, Shah solía mantener audiencias cada martes a la noche, con cualquiera que estuviese interesado en Sufismo, en una mesa del restaurante Cosmo en la zona Swiss Cottage (Norte de Londres).
En 1960, Shah fundó su editorial, Octagon Press; uno de sus primeros títulos fue la biografía de Gardner – titulada Gerald Gardner, Witch. El libro fue atribuido a uno de los seguidores de Gardner, Jack L. Bracelin, pero en realidad había sido escrito por Shah. Según Frederic Lamond, el nombre de Bracelin fue usado porque Shah “no quería confundir a sus estudiantes Sufis al aparentemente haberse interesado en otra tradición esotérica.” Lamond dijo que Shah aparentaba de alguna manera haberse desilusionado con Gardner, y que un día le dijo, cuando lo estaba visitando para tomar el té, que “cuando estaba entrevistando a Gerald, en ocasiones me hubiese gustado ser un reportero del News of the World. Qué material maravilloso para una investigación documental! Sin embargo sé de buena fuente que este grupo será la piedra angular de la religión de la próxima era. Pero racionalmente, no lo puede ver racionalmente!”
En enero de 1961, durante un viaje a Mallorca con Gardner, Shah conoció al poeta inglés Robert Graves. Shah le escribió a Graves desde su pensión en Palma, solicitando una oportunidad para “saludarlo un día antes de que pase mucho tiempo”. Añadió que actualmente estaba investigando religiones extáticas, y que había estado “ asistiendo....experimentos llevados a cabo por brujas en el Reino Unido, relacionados con le ingesta de hongos y demás” – un asunto que por un tiempo había sido de interés para Robert Graves. Shah también le dijo a Graves que estaba “intensamente preocupado actualmente con el llevar hacia adelante el conocimiento intuitivo y extático.” Graves y Shah pronto se volvieron íntimos amigos y confidentes. Graves asumió un interés solidario por la carrera literaria de Shah y lo animó a publicar un tratamiento autorizado del Sufismo para un lector occidental, junto a los medios prácticos para su estudio; esto luego se transformaría en Los Sufis. Shah logró obtener un sustancioso adelanto del libro, resolviendo así temporales dificultades financieras.
En 1964, fue lanzado Los Sufis, publicado por Doubleday, con una larga introducción escrita por Robert Graves en la que entre otras cosas se reconoce a Shah como sabio, escritor, principal maestro sufí contemporáneo, autor de más de 35 libros que estuvo además involucrado en gran número de empresas de corte humanitario, académico, científico y comercial, destacándose especialmente su participación como socio fundador del Club de Roma, del que emanara el famoso `Informe sobre los Límites del Crecimiento`, El libro, relata el impacto del Sufismo en el desarrollo de la civilización occidental y sus tradiciones a partir del siglo séptimo en adelante, a través de los trabajos de figuras como Roger Bacon, Juan de la Cruz, Raimundo Lull y Chaucer entre muchos otros. Sin dudas Los Sufis se ha transformado en un clásico. Como otros de los libros escritos por Shah sobre el tema, Los Sufis fue notable por la ausencia de terminología que pudiera haber identificado su interpretación del Sufismo con el islam tradicional. Asimismo, el libro utilizó de forma deliberada el estilo por “dispersión”; Shah le escribió a Graves que su objetivo era “descondicionar gente, y prevenir su reacondicionamiento”; de no haber sido así, Shah habría usado una forma de exposición más convencional. Al principio el libro no registró buenas ventas, y Shah invirtió una considerable cantidad de su propio dinero para publicitarlo. Graves le dijo que no se preocupara; aun cuando él tenía algunas dudas sobre el tipo de escritura y estaba herido pues Shah no le había permitido leer la edición previa a su publicación, Graves dijo que estaba “tan orgulloso en haber colaborado en su publicación”, y le aseguró a Shah que era “un libro maravilloso, y que pronto será reconocido como tal. Deja que el libro encuentre a sus propios lectores, los cuales escucharán tu voz esparcirse, y no aquellos previstos por Doubleday”.

### John G Bennett y la conexión con Gurdjieff
En junio de 1962, un par de años antes de la publicación de Los Sufis, Shah también había establecido contacto con miembros de un movimiento que se había formado alrededor de las enseñanzas místicas de Gurdjieff y Ouspensky. Había aparecido un artículo en la prensa, describiendo la visita del autor a un monasterio secreto en el Asia Central, donde métodos llamativamente similares a los de Gurdjieff eran aparentemente enseñados. El incomprobable monasterio tenía, según las implicaciones, un representante en Inglaterra. Uno de los más antiguos discípulos de Ouspensky, Reggie Hoare, quien además había sido parte del trabajo de Gurdjieff desde 1924, hizo contacto con Shah a través de dicho artículo. Hoare "le dio especial significado a lo que Shah le había dicho acerca del símbolo del Eneagrama y dijo que Shah le había revelado secretos acerca del símbolo que iban mucho más allá de lo que había escuchado de parte de Ouspensky." A través de Hoare, Shah fue presentado a otros Gurdjieffianos, incluido John G. Bennett, un notable estudiante de Gurdjieff y fundador del "Instituto para un estudio comparativo de la historia, filosofía y ciencias", ubicado en Coombe Springs, una propiedad de 28.000 m² en Kingston upon Thames, Surrey.
En aquel entonces, Bennett ya había investigado los orígenes Sufis de muchas de las enseñanzas de Gurdjieff, basándose tanto en las numerosas declaraciones del mismo Gurdjieff, y en viajes que Bennett hizo por Oriente donde encontró varios Sheikhs Sufis. Él estaba convencido de que Gurdjieff había adoptado muchas de las ideas y técnicas de los Sufis, y para aquellos que escucharon las conferencias de Gurdjieff en los años 20, "el origen Sufi de su enseñanza era inconfundible para cualquiera que hubiese estudiado ambos."
Bennett escribió acerca de su primer encuentro con Shah en su autobiografía Witness (1974):
Al principio, fui precavido. Justo había decidido seguir adelante por mi cuenta y ahora otro 'maestro' apareció. Una o dos conversaciones con Reggie me convencieron de que al menos debía verlo yo mismo. Elizabeth y yo fuimos a cenar a la casa de los Hoare para conocer a Shah, quien resultó ser un hombre joven de unos cuarenta años. Hablaba un inglés impecable, y de no haber sido por su barba y algunos de sus gestos, podría haber uno asumido que era del tipo de la escuela pública. Nuestras primeras impresiones no fueron favorables. Era inquieto, fumaba incesantemente y parecía querer por demás dar una buena impresión. A la mitad de la velada, nuestra actitud cambió completamente. Reconcimos que no sólo era un hombre inusualmente inteligente, pero que tenía ese algo indefinible que distingue al hombre que ha trabajado seriamente sobre sí mismo... Sabiendo que Reggie era un hombre por demás cauto, entrenado además en evaluar información tras muchos años en los servicios de inteligencia, acepté sus garantías y también su confianza en que Shah tenía una misión muy importante en Occidente y que debíamos ayudarlo a cumplirla."
Shah le dio a Bennett una “Declaración de la Gente de la Tradición” y le autorizó a compartirlo con otros Gurdjiefianos. El documento anunciaba que ahora había una oportunidad para a transmisión de una “forma de conocimiento superior, especial, oculta, secreta”; esto combinado con la impresión personal que Bennett se formó sobre Shah, convenció a Bennett de que Shah era un emisario genuino del "Monasterio Sarmoung" en Afganistán, cuyas enseñanzas habían inspirado a Gurdjieff.

¿De quién es la barba?
 Nasrudin soñó que tenía la barba de Satanás en la mano. Jalando el pelo, gritó: "El dolor que sientes no es nada comparado con el dolor que causas a los mortales que incitas a que se pierdan." Y le jaló tan fuerte a la barba que se despertó en agonía. Sólo entonces se dio cuenta de que la barba que tenía en las manos era la suya.
Idries Shah

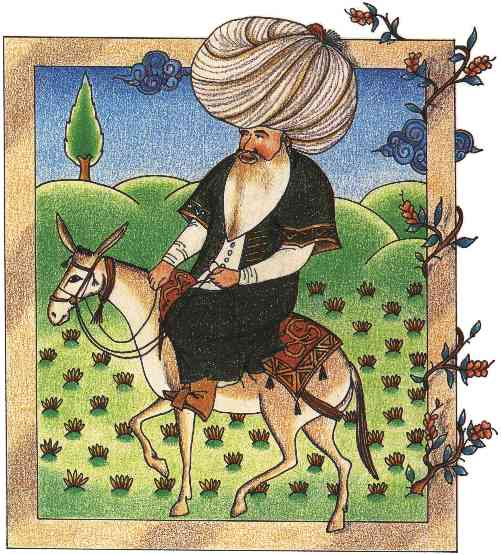
¿De quién es la barba?
Nasrudin soñó que tenía la barba de Satanás en la mano. Jalando el pelo, gritó: "El dolor que sientes no es nada comparado con el dolor que causas a los mortales que incitas a que se pierdan." Y le jaló tan fuerte a la barba que se despertó en agonía. Sólo entonces se dio cuenta de que la barba que tenía en las manos era la suya.
— Idries Shah

Bennett y Shah, durante unos pocos años siguientes, tuvieron charlas privadas semanales que duraban horas. Luego, Shah dio charlas a los estudiantes en Coombe Springs. Bennett dice que los planes de Shah incluían "llegar a gente que ocupaba posiciones de autoridad y poder, las cuales estaban ya semi-conscientes de que los problemas de la humanidad no podían ser resueltos mediante acciones económicas, políticas o sociales. Tal gente estaba tocada, decía él, por las nuevas que se mueven en el mundo para ayudar a la humanidad a sobrevivir la crisis venidera."
Bennett estuvo de acuerdo con estas ideas y también con el hecho de que “las personas atraídas por movimientos abiertamente espirituales o esotéricos, raramente poseían las cualidades necesarias para alcanzar y ocupar posiciones de autoridad” y también con “que había razones suficientes para creer que a lo largo del mundo había ya personas ocupando importantes posiciones, las cuales eran capaz de mirar más allá de las limitaciones impuestas por la nacionalidad y cultura, y quienes eran capaces de ver por sí mismos que la única esperanza para la humanidad yace en la intervención de una Fuente Superior.”
Bennett escribió: “Ya había visto lo suficiente de Shah como para saber que no era un charlatán o un hablador holgazán, y que era intensamente serio acerca de la tarea que se la había dado”. Deseando apoyar el trabajo de Shah, en 1965 Bennett decidió, luego de desgastantes y largas discusiones sobre el asunto con el consejo y miembros de su Instituto, darle la propiedad de Coombe Springs a Shah, quien insistió en que semejante ofrenda debía ser hecha sin ningún tipo de condiciones. Una vez que la propiedad fue transferida a Shah, le prohibió a los socios de Bennet visitar la finca y logró incluso que Bennett no se sintiera bienvenido.
Bennett dice que sí recibió una invitación a la fiesta llamada “Festejos del solsticio de verano”, la cual fue organizada por Shah en Coombe Springs, y que duró dos días y dos noches, principalmente para la gente joven que en aquel entonces, Shah estaba atrayendo. Anthony Blake, quien trabajó con Bennett durante quince años, dice: “Cuando Idries Shah adquirió Coombe Springs, su principal actividad era brindar fiestas. Yo tuve apenas unos pocos encuentros con él, pero disfrutaba mucho de su actitud irreverente. Bennett me dijo una vez que ‘En el trabajo hay diferentes estilos. El mío es como el de Gurdjieff, basado en la lucha con la propia negación. Pero la forma de Shah es tratar al trabajo como si fuera un chiste’.”
Luego de unos pocos meses, Shah le vendió el terreno – valuado en más de 100.000 libras esterlinas – a un promotor y usó los ingresos para establecerse en Langton House, Langton Green, cerca de Tunbridge Wells, una propiedad de 50 hectáreas que una vez perteneció a la familia de Lord Baden-Powell, fundador de los Boy Scouts.
Junto a la propiedad de Coombe Springs, Bennett también dejó en manos de Shah el cuidado del grupo de discípulos, que consistía de unas 300 personas. Shah prometió que integraría a aquellos que demostraran ser aptos; casi la mitad de ellos encontró lugar en el trabajo de Shah. Unos 20 años más tarde, el autor gurdjieffiano James Moore sugirió que Bennett había sido embaucado por Shah. Bennett mismo relató el asunto en su autobiografía (1974); dijo que la conducta de Shah luego de la transferencia de la propiedad había sido “difícil de tolerar”, pero también insistió en que Shah era “un hombre de modos exquisitos y delicadas sensibilidades”, y consideró que quizá Shah había deliberadamente adoptado semejante comportamiento, “para asegurarse de que todos los lazos con Coombe Springs fueran cortados”. Añadió también que Langton Green era un lugar mucho más apropiado para el trabajo de Shah que el que ofrecía Coombe Springs, y dijo que no sentía tristeza por el hecho de que Coombe Springs había perdido su identidad; concluye su relato del tema afirmando que había “ganado libertad” a través de su contacto con Shah, y que había aprendido a “amar a las personas que no podía comprender”.
Según Bennett, un tiempo después Shah también entabló discusiones con los encargados de los grupos de Gurdjieff en Nueva York. En una carta a Paul Anderson del 5 de marzo de 1968, Bennett escribió: “Madame de Salzmann y todos los demás… son conscientes de sus propias limitaciones y no hacen más de lo que pueden. Mientras estaba en Nueva York, Elizabeth y yo visitamos la Fundación, y vimos a las figuras más proiminentes del grupo de Nueva York, como también a la mismísima Jeanne de Salzmann. Algo se están preperando, pero cuándo dará sus frutos, no lo sé. Me refiero a la conexión que tuvieron con Idries Shah y su capacidad para poner todo patas para arriba. Por el momento, sólo podemos esperar que suceda algo bueno, y mientras tanto continuar con nuestro propio trabajo…”
La autora y psicóloga clínica Kathleen Speeth escribió más tarde:
Siendo testigo del creciente conservadurismo dentro de la Fundación [Gurdjieff], John Bennett tenía esperanzas en que una nueva sangre y liderazgo vendrían desde otro lado… A pesar de que pudo haber cierto coqueteo con Shah, nada sucedió. La sensación predominante [entre los líderes del trabajo de Gurdjieff] de que nada tenía que cambiar, de que un tesoro bajo su custodia tenía que ser preservado en su forma original a cualquier costo, era más fuerte que cualquier otro tipo de deseo de una nueva ola de inspiración.”

### Estudios Sufís e Instituciones
En 1965, Shah fundó la Sociedad para Entender Ideas Fundamentales -SUFI- (Society for Understanding Fundamental Ideas), luego renombrado como Instituto para la Investigación Cultural -ICR- (Institute for Cultural Research) – una organización educativa sin fines de lucro dirigida a estimular el “estudio, debate, educación e investigación dentro de todos los aspectos del pensamiento y comportamiento humano, y la cultura”. También estableció la Sociedad para Estudios Sufis -SSS- (Society for Sufi Studies).
El Langton House en Langton Green se transformó en un lugar de reunión y discusión para poetas, filósofos y estadistas provenientes de todo el mundo, y una considerable porción de la establecida escena literaria de aquel entonces. El ICR albergaba reuniones y brindaba conferencias allí, otorgando becas para eruditos e investigadores como Sir John Glubb, Aquila Berlas Kiani, Richard Gregory y Robert Cecil, el jefe de estudios europeos en la Universidad de Reading, quien además fue presidente del ICR a comienzos de la década del 70. Shah era un antiguo miembro y defensor del Club de Roma, y otras varias presentaciones fueron dadas al Instituto por científicos como Alexander King.
Otras visitas, alumnos, y aspirantes a discípulos incluían al poeta Ted Hughes, los novelistas J. D. Salinger, Alan Sillitoe y Doris Lessing, el zoólogo Desmond Morris, y el psicólogo Robert Ornstein. El interior de la casa estaba decorado al estilo Oriente Medio, y almuerzos tipo bufet eran ofrecidos a los visitantes cada domingo en un amplio comedor que antes había sido un establo. llamado "El Elefante" (una referencia al cuento oriental acerca de ""Los ciegos y el elefante").
Durante los años siguientes, Shah desarrolló Octagon Press como un medio para publicitar y distribuir reimpresiones de traducciones de numerosos textos Sufis clásicos. Además, recopiló, tradujo y escribió miles de cuentos Sufis, poniéndolos a disposición del público occidental a través de sus libros y conferencias. Muchos de los libros de Shah presentan al personaje de Mula Nasrudín, en ocasiones con ilustraciones creadas por Richard Williams. De acuerdo a la interpretación de Shah, los cuentos del Mulá Nasrudín son presentadas como parábolas Sufis, mientras que previamente era simplemente considerado como una parte del folklore de las culturas islámicas.
Nasrudin apareció en el documental que Shah hizo para televisión llamado "Dreamwalkers", el cual fue transmitido por la BBC en 1970. Entre otros segmentos, figuran una entrevista a Richard Williams acerca de su inacabado film animado sobre Nasrudín, y al científico John Kermisch discutiendo el uso de los cuentos de Nasrudin en la RAND. Otros invitados fueron el psiquiatra británico William Sargant quien discutió los obstaculizantes efectos del Lavado de cerebro y condicionamiento social en la creatividad y la resolución de problemas, y el comediante Marty Feldman hablando con Shah acerca del rol del humor y los rituales-hábitos en la vida humana cotidiana. El programa finaliza con Shah afirmando que la humanidad podría aumentar su propia evolución al "romper limitaciones psicológicas" pero que había un "constante incremento de pesimismo que efectivamente evita que la evolución, bajo esta forma, continúe yendo hacia adelante... el hombre está dormido; ¿debe morir antes de que despierte?"
Shah también organizó grupos de estudio Sufí en los Estados Unidos. Claudio Naranjo, un psiquiatra chileno que estaba enseñando en California hacia fines de los años 60, dice que, luego de "haber sido decepcionado en la medida que la escuela de Gurdjieff implicaba un linaje vivo", había girado hacia el Sufismo, "siendo parte de un grupo bajo la guía de Idries Shah." Naranjo luego fue con Robert Ornstein coautor de un libro intitulado On The Psychology of Meditation (1971). Luego ambos fueron asociados con la University of California, donde Ornstein era un psicólogo investigador en la Langley Porter Psychiatric Institute.
Otro de los asociados de Shah, el científico y profesor Leonard Lewin, quien en aquel entonces enseñaba telecomunicaciones en la University of Colorado, estableció grupos de estudio Sufí y otros emprendimientos para la promoción de ideas Sufis como el Instituto para la investigación de la diseminación del conocimiento humano (IRDHK), y también editó una antología de escritos por y acerca de Shah intitulado "The Diffusion of Sufi Ideas in the West" (1972).

### Años posteriores
Shah escribió durante las próximas décadas dos docenas más de libros, muchos de ellos basados en fuentes clásicas Sufis. Logrando una enorme circulación mundial, sus escritos atrajeron principalmente a un tipo de público occidental orientado hacia lo intelectual. Sus cuentos folklóricos, que ilustran sabiduría Sufí a través de ejemplos y anécdotas, resultaron ser particularmente populares. Al traducir las enseñanzas Sufis a un lenguaje psicológico contemporáneo, presentó dichas enseñanzas en términos accesibles y vernáculos. Shah recibió y aceptó invitaciones para brindar conferencias en calidad de profesor visitante en varias instituciones académicas como la Universidad de California, la Universidad de Génova, la Universidad Nacional de La Plata y varias universidades inglesas. Además de su trabajo literario y educacional, tuvo tiempo para diseñar un ionizador de aire y administrar un cierto número de compañías dedicadas a la electrónica, cerámicas y textiles. También realizó varios viajes a su Afganistán ancestral y se involucró directamente en establecer allí ayudass humanitarias; luego se basó de tales experiencias para escribir su única novela, Kara Kush.

### Enfermedad
Hacia finales de la primavera de 1987, casi un año después de su última y final visita a Afganistán, Shah sufrió dos ataques cardíacos masivos en sucesión. Se le dijo que a su corazón le quedaba solamente un 8% de su función, y que sus esperanzas de supervivencia eran nulas. A pesar de episodios intermitentes de enfermedad, continuó trabajando y produjo más libros durante los siguientes nueve años.

### Muerte
Idries Shah murió en Londres el 23 de noviembre de 1996, a los 72 años de edad. De acuerdo a su obituario publicado en The Daily Telegraph, Idries Shah fue un colaborador con los Mujahideen en la guerra Afgano-Soviética, también Director de Estudios para el Instituto para la Investigación Cultural (Institute for Cultural Research) y miembro del consejo de la Real Sociedad Humana (Royal Humane Society) y del Royal Hospital and Home for Incurables. Shah también fue miembro del Athenaeum Club. Al momento de su muerte, se habían vendido en el mundo, más de 15 millones de ejemplares de sus libros, traducidos a una docena de idiomas, además de haber sido reseñados en los principales periódicos y revistas internacionales.

## Enseñanzas

### Libros sobre magia y lo oculto
Los primeros libros de Shah fueron estudios de lo que él llamaba “creencias minoritarias”. Su primer libro, Oriental Magic (Magia Oriental), publicado en 1956, originalmente iba a ser titulado Considerations in Eastern and African Minority Beliefs (Consideraciones sobre las minoritarias creencias del Este y África). El siguiente libro, publicado en 1957 fue The Secret Lore of Magic: Book of the Sorcerers (La Ciencia Secreta de la Magia: Libro de Magos), originalmente titulado Some Materials on European Minority-Belief Literature (Algunos Materiales sobre Literatura de Creencias Minoritarias Europeas). Los nombres de dichos libros, de acuerdo a un colaborador al libro homenaje publicado en 1973 dedicado a Shah, fueron cambiados antes de su publicación debido a “exigencias comerciales de las prácticas editoriales”
Antes de su muerte en 1969, el padre de Shah afirmó que la razón por la cual tanto él como su hijo había publicado libros sobre el tema de la magia y lo oculto era “para prevenir un probable resurgimiento o creencia popular en este tipo de tonterías por un significativo grupo de personas. Eventualmente mi hijo completó dicha tarea, cuando investigó durante varios años y publicó dos importantes libros sobre el tema.”
En una entrevista en Psychology Today (Psicología Hoy) de 1975, Shah desarrolló el tema comentando que “el principal propósito de mis libros sobre magia fue que tal material estuviera disponible para el lector común. Durante demasiado tiempo la gente creyó que había libros secretos, lugares escondidos, y cosas asombrosas. Se aferraron a esta información como algo con lo cual se pudieran asustar a ellos mismos. Así que el primer propósito fue el de informar: ésta es la magia de oriente y occidente. Eso es todo. No hay más. El segundo propósito de esos libros fue mostrar que sí parece haber fuerzas, algunas de las cuales son racionalizadas por esta magia o pueden ser desarrolladas a partir de ella, que no se corresponden a la física conocida o dentro de la experiencia de gente común. Yo pienso que esto debería ser estudiado, que deberíamos juntar los datos y analizar el fenómeno. Tenemos que separar la química de la magia de la alquimia, como sea”. Shah llegó a comentar que sus libros sobre el tema no fueron escritos para los actuales devotos de la magia y brujería, y que de hecho él tenía que evitarlos, ya que lo que tenía para decir simplemente lo decepcionaría.
Estos libros fueron seguidos por la publicación del cuaderno de viaje Destination Mecca (Destino la Meca) publicado en 1957, el cual fue destacado por David Attenborough en televisión.

### Sufismo como una forma de sabiduría sin tiempo
Shah presentó al Sufismo como una forma de sabiduría sin tiempo que precedió al islam. Enfatizó que la naturaleza del Sufismo estaba (o está) viva, no estática, y que siempre adaptaba sus manifestaciones visibles según los nuevos tiempos, lugares y gentes: “las escuelas Sufis son como olas que rompen en las rocas: (son) del mismo mar, con diferentes formas, con el mismo propósito,” escribió Shah citando a Ahmad al-Badawi. Shah usualmente era desdeñoso con las descripciones que los orientalistas hacían del Sufismo, sosteniendo que el estudio tanto personal como académico de sus formas históricas y métodos no era una base suficiente para obtener un correcto y fundamental entendimiento del Sufismo. De hecho, una obsesión con sus formas tradicionales podría bien transformarse en un obstáculo: “muéstrale a un hombre demasiados huesos de camello, o muéstraselos a menudo, y no podrá reconocer un camello vivo cuando se le cruce por delante,” así es como expresaba dicha idea en uno de sus libros.
Shah, como Inayat Khan, presentó al Sufismo como un camino que trascendía las religiones individuales, y lo adaptó para un público occidental. Sin embargo, y a diferencia de Khan, Shah le quitó énfasis a los adornos religiosos o espirituales y retrató al Sufismo como una tecnología psicológica, un método o ciencia que podía ser utilizado para alcanzar la autorrealización. Al hacerlo de este modo, su enfoque parecía estar especialmente dirigido a los seguidores de Gurdjieff, estudiantes del Human Potential Movement (Movimiento Potencial Humano), e intelectuales familiarizados con la psicología moderna. Por ejemplo, Shah escribió que, “el Sufismo … afirma que el hombre podría volverse objetivo, y que dicha objetividad le permite al individuo comprender hechos “superiores”. Por ende el hombre está invitado a empujar su propia evolución hacia lo que en Sufismo a veces se le llama “intelecto superior”. Shah enseñó que el ser humano podía adquirir nuevo órganos de percepción sutiles como respuesta a la necesidad.

Los Sufis creen que, expresado de una forma, la humanidad está evolucionando hacia cierto destino. Todos tomamos parte de esa evolución. Órganos aparecen como resultado de la necesidad por órganos específicos (Rumi). El organismo del ser humano está produciendo un nuevo complejo de órganos como respuesta a tal necesidad. En esta era de trascendencia del tiempo y el espacio, el complejo de órganos tiene que ver con el trascender el tiempo y el espacio. Lo que la gente común considera como estallidos esporádicos y ocasionales de poderes proféticos y telepáticos, es visto por los Sufis como nada más ni nada menos que como las primeras excitaciones de esos mismos órganos. La diferencia entre todo la evolución hasta la fecha y la presente necesidad de evolución, es que durante los últimos diez mil años se nos ha dado la posibilidad de una evolución consciente. Tan esencial es esta peculiar evolución, que nuestro futuro depende de ella.
Idries Shah, The Sufis

Shah rechazó otras proyecciones del Sufismo tanto orientales como occidentales por ser “aguadas, generalizadas o parciales”; incluyó en este grupo no solamente a la versión de Khan, sino también a las formas de Sufismo abiertamente musulmanas que se encuentran en la mayoría de los países Islámicos. Por otro lado, los textos de los socios de Shah insinuaban que él era el “Gran Sheikh de los Sufis” – una posición de autoridad socavada por el no reconocimiento de su existencia de parte de otros Sufis. Shah sintió que la mejor manera de introducir la sabiduría Sufí en Occidente, mientras que al mismo tiempo se sobreponía al problema tan en boga de gurúes y cultos, era clarificar la diferencia entre culto y un sistema educativo, y contribuir al conocimiento. En una entrevista, explicó que "Debes trabajar dentro de un patrón educativo, no en el área de las habladurías." Como parte de este abordaje, se desempeñó como Director de Estudios del ICR. También brindó conferencias acerca del estudio del Sufismo en Occidente en la Universidad de Sussex, durante el año 1966. Esto fue posteriormente publicado como una monografía intitulada "Special Problems in the Study of Sufi Ideas".
Shah explicó más tarde que las actividades Sufis estaban divididas entre diferentes componentes o departamentos: "estudios 'en' Sufismo", "estudios 'del' Sufismo", y "estudios 'para' el Sufismo".
Los estudios "por" el Sufismo ayudaba a conducir a la gente hacia el Sufismo, e incluía la promoción del conocimiento que podría estar faltando en la cultura, además de la necesidad de restablecerlo y esparcirlo, como por ejemplo la información que ayudaría a comprender el condicionamiento social y el lavado de cerebro, la diferencia entre modos de pensamiento racionales e intuitivos (hemisferio izquierdo y derecho), y otras actividades para que las mentes de la gente pueda volverse más libre y de mayor amplitud. Estudios "de" Sufismo incluían a instituciones y actividades, como conferencias y seminarios, los cuales proveían información acerca del Sufis y actuaban como un enlace cultural entre los Sufis y el público. Finalmente, los estudios "en" Sufismo se referían a estar en una escuela Sufí, llevando a cabo esas actividades prescritas por un maestro como parte de un entrenamiento, hecho que podría adoptar muchas formas que no necesariamente encajaban con las nociones preconcebidas acerca de una "escuela mística".
Los objetivos Sufis de Shah y sus metodologías fueron también delineadas en la "Declaración de la Gente de la Tradición" dada en Coombe Springs:
Además de hacer este anuncio, de alimentar ciertos campos del pensamiento con ciertas ideas, y señalar algunos de los factores que rodean a este trabajo, los proyectores de esta declaración tienen una tarea práctica. Esta tarea es la de localizar individuos que tienen la capacidad de obtener el conocimiento especial del hombre que está a disposición; el agruparlos de una forma especial no aleatoria, para que cada grupo forme un organismo armonioso; el hacerlo en el lugar adecuado y en el momento adecuado; proveer un formato tanto externo como interno con el cual trabajar, como también una formulación de 'ideas' apropiada a las condiciones locales; el balancear la teoría con la práctica.
En una entrevista con la BBC en el año 1971, Shah explicó su flexible abordaje contemporáneo: "Estoy interesado en poner a disposición en Occidente aquellos aspectos del Sufismo que podrán ser actualmente útiles para Occidente. No quiero transformar a buenos europeos en pobres asiáticos. La gente me ha preguntado por qué no uso métodos tradicionales de entrenamiento espiritual, por ejemplo, para lidiar con la gente que me busca o me da caza; y por supuesto, la respuesta es, que es por la misma razón que hoy has venido a mi casa en un automóvil y no sobre un camello. El Sufismo es, de hecho, no un sistema místico, no una religión, pero un cuerpo de conocimiento."
Shah frecuentemente caracterizaba su trabajo como realmente una etapa preliminar al verdadero estudio Sufí, de la misma manera que el aprender a leer y escribir podría ser visto como una preparación preliminar al estudio de la Literatura: “a menos que la psicología esté correctamente orientada, no hay espiritualidad aunque sí puede haber obsesión y emocionalidad, cuestiones que usualmente se las confunde con ella.” “Cualquiera que intente injertar prácticas espirituales sobre una personalidad no regenerada,” argumentaba él, “terminará con una aberración.” Por dicha razón, la mayor parte del trabajo que produjo luego de Los Sufis era de naturaleza psicológica, focalizada en atacar los Nafs, el faso Yo: “No tengo nada que darles excepto la manera para entender cómo buscar – pero ustedes piensan que ya pueden hacer eso.” Shah era frecuentemente criticado por no mencionar mucho a Dios en sus escritos; su respuesta era que dado el presente estado del hombre, no tendría mucho sentido en hablar sobre Dios. Él ilustró este problema en una parábola en su libro Pensadores de Oriente: “Dándome cuenta de que podía hablar el lenguaje de las hormigas, me acerqué a una y le pregunté, 'Cómo es Dios? Se parece a una hormiga?' Ella respondió, 'Dios! Para nada – nosotras tenemos solo un aguijón pero Dios, Él dos!'”

### Cuentos-enseñanza
Shah utilizó con gran éxito en su trabajo literario los cuentos-enseñanza y el humor. Shah resaltaba la función terapéutica de anécdotas sorprendentes, y las perspectivas frescas que dichos cuentos revelaban. La lectura y discusión grupal de tales cuentos se convirtió en una parte significativa de las actividades en las cuales participaban los miembros de los círculos de estudio guiados por Shah. La forma transformadora con la cual estos cuentos sorprendentes o misteriosos podían desestabilizar el modo normal (e inconsciente) de consciencia de los estudiantes fue examinado por el profesor en psicología de la Universidad de Stanford Robert Ornstein, quien junto a su colega Charles Tart, psicólogo también y escritores eminentes como el laureado poeta Ted Hughes y la novelista ganadora del premio Nobel de literatura Doris Lessing, fue uno de los varios notables pensadores influenciados por Shah.
Shah y Ornstein se conocieron en los años 60. Reconociendo que Ornstein podría ser un socio ideal para propagar sus enseñanzas, traduciéndolas al lenguaje de la psicoterapia, Shah lo nombró su diputado (califa) en los Estados Unidos de América. El libro de Ornstein The Psychology of Consciousness (1972) -no hay traducción al castellano- fue recibido con entusiasmo por parte de la comunidad psicológica académica, dado que coincidía con nuevos intereses en el campo como el estudio del biofeedback y otras técnicas diseñadas para lograr cambios de humor y consciencia. Ornstein ha publicado más libros sobre dichos temas en los años siguientes.
El filósofo de la ciencia y físico Henri Bortoft usó los cuentos enseñantes del corpus de Shah como analogías de los hábitos de la mente que evitaron que la gente comprendiese el método científico de Johann Wolfgang von Goethe. El libro de Bortoft The Wholeness of Nature: Goethe's Way of Science incluye cuentos de Cuentos de los derviches, Las hazañas del incomparable Mulá Nasrudin y de Un escorpión perfumado.
Dentro de su contexto histórico y cultural originario, el tipo de cuentos-enseñanza Sufis que Shah popularizó – primero subsistiendo gracias a la tradición oral, y luego registrados literariamente con el propósito de transmitir la fe y práctica Sufí a futuras generaciones – eran considerados apropiados para gente de todas las edades, incluso niños, dado que contenían múltiples capas de significados. Shah comparaba el cuento Sufí con un durazno: “Una persona puede estar emocionalmente agitada por la forma exterior del durazno que le ha sido dado. Puedes comer el durazno y disfrutar su delicioso sabor … Puedes arrojar el carozo – o abrirlo y encontrar dentro un delicioso núcleo/semilla. Esa es la profundidad oculta.” Así era como Shah invitaba a su audiencia a recibir el cuento Sufí. Al no descubrir el núcleo, la semilla, y al considerar el cuento como algo simplemente entretenido o superficial, una persona lograría únicamente ver un durazno, mientras que otros internalizarían la historia permitiéndose así ser esencialmente conmovidos.
Tahir Shah menciona los cuentos de su padre a lo largo de varias páginas en su libro del 2008 "In Arabian Nights", primero para discutir cómo Idries Shah hacía uso de los cuentos enseñantes: "Mi padre jamás nos dijo cómo funcionaban los cuentos. No revelaba las capas, las pepitas de información, los fragmentos verdaderos y fantásticos. No necesitaba hacerlo... porque, dadas las condiciones apropiadas, los cuentos se activaban, sembrándose a sí mismos." Luego explica cómo su padre usaba estos cuentos para impartir sabiduría: "Mi padre siempre tenía un cuento para distraer nuestra atención, o como medio para transmitir una idea o pensamiento. Solía decir que las grandes colecciones de cuentos de Oriente eran como enciclopedias, depósitos de sabiduría y conocimiento listos para ser estudiados, para ser apreciados y atesorados. Para él, los cuentos representaban mucho más que mero entretenimiento. Los veía como complejos documentos psicológicos que formaban un cuerpo de conocimiento que había sido recopilado y refinado desde el albor de la humanidad; y, la mayoría de las veces, transmitidas de boca en boca."
Más adelante en el libro, continúa su discusión de cuentos como herramientas de enseñanza, citando la siguiente explicación que su padre le dio al final de un cuento: 

Estos cuentos son documentos técnicos, son como mapas, o planos. Lo que hago es mostrarle a la gente cómo usar los mapas, porque se han olvidado. Pensarás que es una forma extraña de enseñar - con cuentos - pero hace mucho tiempo esta era la forma en que la gente transmitía sabiduría. Todos sabía cómo sacar la sabiduría del cuento. Podían ver a través de las capas, de la misma forma en que vez a un pez congelado en un bloque de hielo. Pero el mundo en el que vivimos ha perdido esta capacidad, una capacidad que ciertamente tuvieron alguna vez. Escuchan los cuentos y los disfrutan, porque las historias los divierten, les hacen sentir cierta calidez. Pero no pueden ver más allá de la primera capa, dentro del hielo. 

Los cuentos son como un bello tablero de ajedrez: todos sabemos cómo jugar ajedrez y podemos ser arrastrados a un juego tan complicado que nos drena nuestras facultades. Pero imagina si el juego se hubiera perdido de una sociedad durante siglos y luego el fino tablero de ajedrez y sus piezas fueran encontrados. Todo el mundo se arremolinaría para verlas y alabarlas. Quizá nunca imaginen que semejante regio objeto hubo tenido un propósito diferente que el entretener los ojos. El valor interno de los cuentos se ha perdido de la misma forma. En un momento todos sabía cómo jugar con ellos, cómo descifrarlos. Pero ahora las reglas han sido olvidadas. Es nuestra tarea mostrarle a la gente nuevamente cómo se debe jugar al juego.
Tahir ShahIn Arabian Nights

Olav Hammer, en su libro Sufism in Europe and North America (2004), cita un ejemplo de una historia. Ella nos cuenta de un hombre que está buscando en el piso unas llaves que perdió recién. Cuando un vecino que justo pasaba por ahí le preguntó al desesperado buscador de las llaves si efectivamente ahí era el lugar donde las había perdido, el hombre desde el sueli contesta, “No, las perdí en mi casa, pero aquí hay más luz que en mi hogar”.
Peter Wilson, en un artículo escrito para New Trends and Developments in the World of Islam, (1998), cita otra historia en la cual aparece un derviche a quien se le pida que describa las cualidades de su maestro, Alim. El derviche explica que Alim escribía poesías hermosas, y lo inspiraba con su afán de servicio para con la humanidad y su predisposición para el autosacrificio. Rápidamente el cuestionador aprueba tales cualidades, solo para la reprimenda del derviche: “Tales son las cualidades que Alim habría recomendado...para ti!”. Luego procede a hacer una lista de las cualidades que hacen de Alim un maestro eficaz: “Hazrat Alim Azimi me hizo irritar, cosa que logró que me examine el por qué de mi irritación, buscar su origen. Alim Azimi me hizo enojar, para así yo poder sentir y transformar mi bronca.” El explica que Alim Azim era un seguidor del camino de la culpa, buscando intencionalmente provocar violentos ataques contra sí mismo, permitiendo de tal modo sacara a la luz las fallas tanto de sus discípulos como de sus críticos, permitiéndoles mostrarse como lo que realmente eran. “Nos mostraba lo extraño, para que lo extraño se transformara en algo común y corriente, para que pudiéramos darnos cuenta de lo que eso era realmente.”

### Puntos de vista sobre la cultura y la vida práctica
Shah estaba muy interesado en revelar los factores esenciales que yacen debajo de las culturas, y los factores ocultos que determinan la conducta invididual. Descartó el foco que la cultura occidental pone en la apariencia y lo superficial, que generalmente refleja una mera moda y hábito, y llevó la atención a los orígenes de la cultura y la mezcla inconsciente de motivaciones que tiene la gente, y por ende los grupos que ella forma. También señaló cómo, tanto a nivel individual como grupal, los desastres a corto plazo se transforman en bendiciones – y viceversa – y sin embargo el conocimiento de tal mecanismo casi no ha afectado la manera en la cual la gente responde a eventos a medida que ocurren.
Shah no propugnaba el abandono de las tareas mundanas; en cambio, argumentaba que el tesoro buscado por el aspirante a discípulo debía derivar de las propias luchas en la vida diaria. A su juicio, el trabajo práctico era el medio a través del cual el buscador podría trabajar sobre sí mismo, en consonancia con la adopción que los Sufis tradicionales hacían de profesiones ordinarias, a través de las cuales se ganaban la vida y “trabajaban” sobre ellos mismos. El estatus de Shah como maestro quedó más allá de toda definición posible; renunciando tanto a la identidad de gurú como al deseo de fundar un culto o secta, rechazó también el reconocimiento académico. Michael Rubinstein, escribiendo en su libro "Makers of Modern Culture", llegó a la conclusión que "quizá él es mejor visto como una encarnación de la tradición que considera a los aspectos intuitivos y contemplativos de la mente, como más productivos cuando trabajan juntos."

### Legado
Idries Shah consideraba que sus libros eran su legado; ellos mismos cumplirían la función que él mismo había llevado a cabo cuando ya no podría estar allí. Para los estudiantes de Shah, distribuir y promover las publicaciones de su maestro ha sido una actividad o “trabajo” importante, tanto para recaudar fondos como para transformar y sensibilizar la consciencia pública. El IRC continúa brindando conferencias y seminarios sobre temas relacionados con aspectos de la naturaleza humana, mientras que el SSS ha cesado sus actividades. El ISHK (Institute for the Study of Human Knowledge) o el Instituto para el estudio del conocimiento humano, dirigido por Ornstein, aún continúa activo en los Estados Unidos de América; luego de los atentados terroristas del 11 de septiembre, dicho organismo envió folletos a los miembros del Middle East Studies Association (Asociación de Estudios de Medio Oriente) publicitando libros escritos por Shah y su círculo, sobre temas vinculados a Afganistán, señalando de tal manera la necesidad de mejorar el entendimiento intercultural.
Cuando en julio de 1975 Elizabeth Hall entrevistó a Shah para Psychology Today, le preguntó: “Por el bien de la humanidad, qué le gustaría que suceda?” Shah contestó: “Lo que realmente me gustaría, en caso de que alguien esté escuchando, es que el público, todo el mundo, estudie los productos de los últimos 50 años de investigación psicológica, para que así los descubrimientos se vuelven parte de su manera de pensar (…) tienen este gran corpus de información psicológica y se rehúsan a utilizarlo”.
El hermano de Shah, Omar Ali-Shah (1922-2005), fue también un escritor y maestro Sufí; los hermanos enseñaron juntos durante un tiempo en los años 60, pero en 1977 “acordaron estar en desacuerdo” y cada uno siguió su propio camino. Luego de la muerte de Idries Shah en 1996, un considerable número de sus estudiantes se unió a los grupos de Omar Ali-Shah.
Una de las hijas de Idries Shah, Saira Shah, se hizo famosa en 2001 por su cobertura sobre los derechos de las mujeres en Afganistán registrada en el documental Beneath the Veil (Detrás del Velo). Su hijo Tahir Shah es un conocido escritor de viajes y de novelas, periodista y aventurero.

## Recepción
Los libros de Idries Shah sobre Sufismo fueron muy bien recibidos por la crítica. Shah mismo fue el eje de un documental de la BBC (“Un Par de Ojos”) realizado en 1969, y dos de sus trabajos (El Camino del Sufí y Reflexiones: Fábulas sobre la tradición Sufí) fueron elegidos como “Libro excepcional del año” por el programa “The Critics” de la BBC. Entre otros honores, Shah ganó seis primeros premios en 1973 durante el Año Mundial del Libro patrocinado por la UNESCO, y el erudito Islámico James Kritzeck, refiriéndose al libro de Shah Cuentos de los Derviches, dijo que estaba “bellamente traducido”.
Una colección de evaluaciones positivas del trabajo de Shah, titulada Sufi Studies: East and West fue publicada en 1973, e incluía, entre otros, contribuciones de L. F. Rushbrook Williams, Rom Landau, Mohammad Hidayatullah, Gyula Germanus, Sir John Glubb, Sir Razik Fareed, Ishtiaq Hussain Qureshi, Ahmet Emin Yalman and Nasrollah S. Fatemi.
Colin Wilson afirmó que “he comenzado a ver, en parte a través de Idries Shah, algunas implicancias bastante novedosas e interesantes (sobre el tema del misticismo)”, y en su propia reseña crítica sobre El Monasterio Mágico, (1972) notó que Shah “no está principalmente preocupado en propagar un tipo de doctrina secreta. Él está interesado en el método a través del cual el conocimiento místico es transmitido...(Los Sufis) transmiten conocimiento a través de la intuición directa, un poco a la manera de los maestros Zen, y una de las maneras principales de lograrlo es por medio de cuentos cortos y parábolas que logran llegar al subconsciente para activar sus poderes ocultos.”
En Afganistán, el periódico Kabul Times comentó que Caravana de Sueños (1968) era “muy recomendable” y “de especial interés para los afganos” debido a que es “básicamente una antología de relatos cortos, cuentos y proverbios, chistes y extractos de tradiciones orales y escritas, las cuales en su mayoría forman parte de muchas charlas e intercambios nocturnos que – aún en estos tiempos modernos – siguen ocurriendo en Afganistán.” The Afghanistan News informó que Los Sufis “abarca importantes contribuciones afganas a los mundos de la ciencia y filosofía” y que además era “el primer libro plenamente autorizado sobre Sufismo y el sistema de desarrollo humano de los Derviches.” En cuanto a las dudas sobre las credenciales y antecedentes de Shah, el Sardar Haji Faiz Muhammad Khan Zikeria, erudito afgano que había ocupado el cargo de ministro de Educación afgano para luego oficiar como Embajador y ministro de Relaciones Exteriores de Afganistán, emitió en 1970, “una declaración notariada” dirigida a “los eruditos del mundo” sobre la familia Shah: “Los Musavi Sayeds de Afganistán y Khans de Paghman son reconocidos como descendientes del Profeta – que la paz sea con él. Son reconocidos por ser de los más nobles descendientes del Islam y también son respetados como maestros Sufis y eruditos. Sayed Idries Shah, hijo del fallecido Sayed Ikbal Ali Shah, es reconocido por mí como un hombre de honor cuyo rango, títulos y descendencia son conocidos y autenticados a través de su propia reputación”.
En 1980, el Profesor Khalilullah Khalili, aquel laureado poeta de Afganistán, elogió la obra de su “compatriota y amigo el Arif (Iluminado Sufi) El Sayed Idries Shah”, diciendo “especialmente para ser apreciados son sus importantes y brillantes servicios al revelar las inspiraciones celestiales y pensamientos internos de los grandes maestros Sufis y del Islam.”
El periódico indio Hindustan Standard encontró que Caravana de Sueños era una “distinguida antología en la cual sumergirse a cualquier hora en busca de entretenimiento, refresco, consolación e inspiración...ingenioso, fascinante, atractivo y absolutamente humano.”

### Escritos de la “Escuela Shah”
Un crítico hostil fue James Moore, un gurdjieffiano que no estaba de acuerdo con la afirmación de Shah que la enseñanza de Gurdjieff era de naturaleza esencialmente sufí y quien se ofendió también por la publicación de un libro sobre el tema (Los Maestros de Gurdjieff, de Rafael Lefort), escrito bajo pseudónimo y que fue relacionado con Shah. En un artículo de 1986 publicado en Religion Today (hoy el Journal of Contemporary Religion), Moore cubrió las controversias que involucraron a Bennett y a Graves, notando que Shah estaba rodeado de un “nimbo de adulación exorbitante: una adulación que él mismo había alimentado”. Describió a Shah como alguien apoyado por un “corrillo de periodistas serviles, editores, críticos, animadores, locutores, y escritores de viajes, quienes resueltamente cantan loas a Shah”. Moore también cuestionó la supuesta herencia y educación Sufí de Shah y deploró el corpus de escritos de la “Escuela-Shah” bajo pseudónimos de autores como “Omar Michael Burke Ph.D.” y “Hadrat B. M. Dervish”, que a partir de 1960 colmó – ostensiblemente a través de actores desinteresados – a Shah de desmedidas alabanzas, refiriéndose a él como el “Gran Sheikh de la Tariqa Idries Shah Saheb”, “Príncipe Idries Shah”, “Rey Enoch”, “La Presencia”, “El Rey Estudioso”, la “Encarnación de Ali”, e incluso el Qutb o “Eje” – todo con el objetivo de apoyar los incipientes esfuerzo de Shah en comercializar el Sufismo para un público occidental.
Peter Wilson comentó también sobre “paupérrima calidad” de mucho de lo escrito en apoyo a Shah, notando un “estilo desafortunadamente empalagoso”, reivindicaciones de las varias habilidades paranormales que poseía Shah, “cierto tono de superioridad; una actitud, en ocasiones petulante, condescendiente, o compasiva con los de 'afuera', y la aparente ausencia de cualquier tipo de motivación para fundamentar reivindicaciones que podrían considerarse como merecedoras de tales tratos”. En su opinión, había una “marcada diferencia de calidad entre los escritos propios de Shah” y la calidad de esta literatura secundaria. Tanto Moore como Wilson, sin embargo, también notaron semejanzas de estilo, y consideraron la posibilidad que gran parte de estos trabajos bajo pseudónimos, los cuales frecuentemente fueron publicados por Octagon Press, editorial cuyo dueño era Shah, podrían haber sido escritos por el propio Shah.
Argumentando a favor de una interpretación alternativa de tal literatura, el erudito religioso Andrew Rawlinson propuso que en vez de ser un “engaño (…) transparentemente ventajista”, podrían bien haber sido una “farsa – algo que por definición tiene que ser calado, captado esencialmente”. Declarando que “una crítica de posiciones atrincheradas no puede ser por sí misma fija y doctrinaria”, y observando que la intención de Shah siempre había sido la de socavar falsas certezas, argumentó que el “mito Shah” creado por tales escritos puede haber sido una herramienta de enseñanza, en vez de ser una herramienta encubridora; algo “hecho para ser deconstruido – que se supone que se disuelve cuando lo tocas”. Rawlinson llegó a la conclusión que Shah “no puede ser juzgado por lo aparente. Sus propios axiomas excluyen dicha posibilidad.”

### Valoración

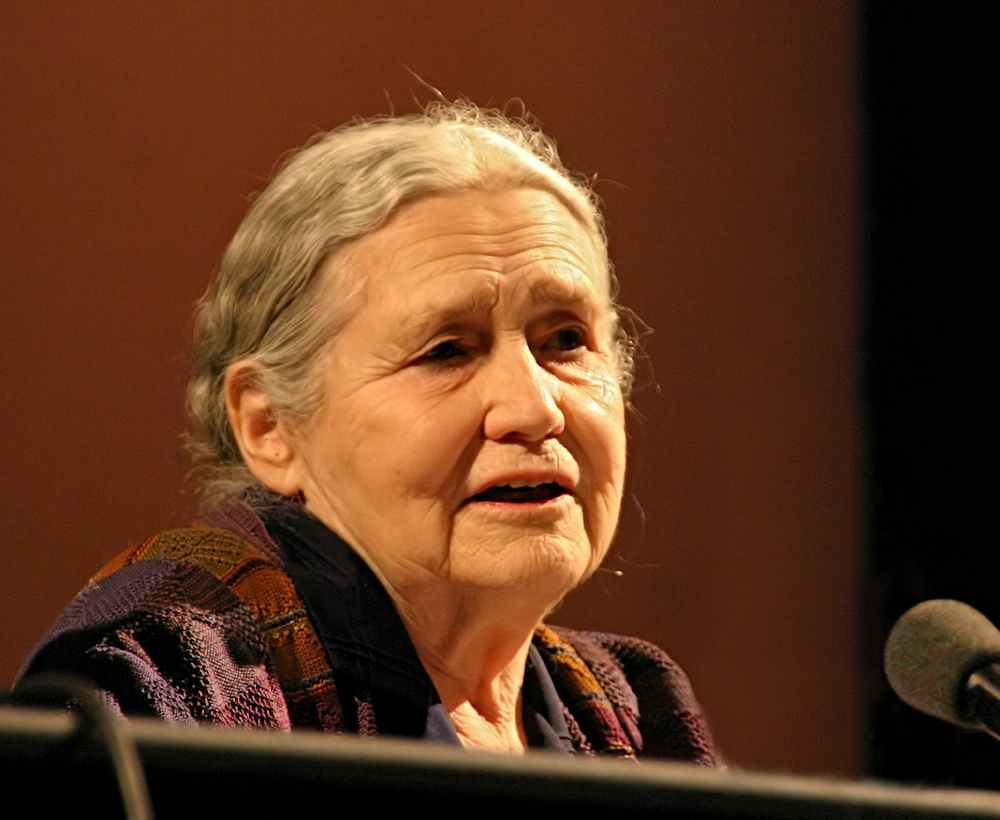
Doris Lessing, ganadora del premio Nobel, fue profundamente influenciada por Shah.

Doris Lessing, una de las más grandes defensoras de Shah, afirmó en una entrevista durante el año 1981: “Encuentro al Sufismo enseñado por Idries Shah, quien afirma que es una reintroducción de una antigua enseñanza, apropiado para este lugar y este tiempo. No son ningún tipo de mezclas orientales regurgitadas o enseñanzas islámicas aguadas ni nada por el estilo”. En el año 1996, comentando sobre la muerte de Shah en el matutino The Daily Telegraph, declaró que conoció a Shah debido a su libro Los Sufis, el cual para ella era el libro más sorprendente que había leído, y un libro que cambió su vida. Describiendo la obra de Shah como un “fenómeno sin parangón en nuestro tiempo”, lo caracterizó como un hombre polifacético, la persona más ingeniosa que jamás imaginó conocer, amable, generoso, modesto (“No mires tanto mi rostro, pero toma lo que hay en mi mano”, así cita ella las palabras que Shah solía decir), y como su buen amigo y maestro durante más de 30 años.
Arthur J. Deikman, profesor de psiquiatría y veterano investigador en el área de meditación y cambio de consciencia, quién comenzó su estudio de cuentos-enseñanza Sufis durante la primera parte de la década del 70, expresó la opinión que los psicoterapeutas occidentales bien podrían beneficiarse de la perspectiva brindada por el Sufismo y su propia esencia universal, siempre y cuando los materiales adecuados fueran estudiados en forma y secuencia correcta. Dado que los escritos y traducciones que Shah hizo de los cuentos-enseñanza Sufis fueron diseñados con tal propósito en mente, los recomendó a todos aquellos interesados en evaluar el tema por ellos mismos, y remarcó que muchas autoridades ya habían aceptado el rol de Shah como vocero del Sufismo contemporáneo. El psicólogo e investigador de la consciencia Charles Tart comentó que los escritos de Shah habían “producido en él mismo una más profunda apreciación sobre la esencia y realidad de la psicología que cualquier otra cosa jamás escrita”.
Cuando en 1973 se le pidió que hiciera una valoración de Shah, J.G. Bennett dijo que Shah estaba haciendo un trabajo importante a gran escala, "estimulando efectivamente a la gente por todos lados, haciéndola pensar, mostrándole que modos de pensamiento aparentemente libres están grandemente condicionados." Se refería a Shah como el Krishnamurti del Sufismo, rompiendo las ideas fijas de la gente en muchas direcciones como parte de un proceso de despertar que es "una preparación muy necesaria para el nuevo mundo."
El filósofo indio y místico Osho, comentando la obra de Shah, describió Los Sufis como “simplemente un diamante. El valor de lo que él ha hecho en Los Sufis es inconmensurable”. Agregó que Shah era “el hombre que presentó a Mulla Nasrudín a occidente, y que ha hecho un servicio increíble. No podrá ser jamás recompensado (…) Idries Shah logró que las pequeñas anécdotas de Nasrudín sean aún más hermosas … (él) no solo tiene la capacidad para traducir las parábolas con exactitud, pero incluso de embellecerlas, hacerlas más conmovedoras, agudas.”
Richard Smoley y Jay Kinney, escribiendo en Hidden Wisdom: A Guide to the Western Inner Traditions (2006), afirmaron que Los Sufis de Shah es una “introducción al Sufismo que se deja leer y accesible para todo público”, añadiendo que “el punto de vista de Shah es evidente y algunas afirmaciones históricas son debatibles (ninguna acotación a pie de página), pero ningún otro libro es capaz de provocar interés por el Sufismo en el lector medio como bien lo logra Los Sufis”. Aprender a Aprender, una colección de entrevistas, charlas y escritos cortos, fue descrito por ellos como uno de los mejores trabajos de Shah, brindando una sólida orientación a su propio acercamiento “psicológico” al trabajo Sufí, notando que en su mejor momento, “Shah proporciona información detallada y precisa que ayuda a comprender y que también inocula a los estudiantes contra muchas de las tonterías que hay en el mercado espiritual”.
En su libro acerca de las necesidades emocionales innatas, Human Givens: A new approach to emotional health and clear thinking, Ivan Tyrrell y el psicólogo social Joe Griffin escribieron que Shah “más que ningún otro, comprendió y valoró el real significado de los supuestos de la naturaleza humana”. En otro libro, "Godhead: The Brain's Big Bang – The explosive origin of creativity, mysticism and mental illness", dijeron que los cuentos de Shah, “cuando son contados tanto a jóvenes como a viejos (…) dejan planos, diseños en la mente, no solo para la vida común o para superar las dificultades cotidianas, sino también para viajar en el camino espiritual. Sus impactos pueden no ser reconocidos o sentidos por meses o años después de haberlos escuchado o leído, pero eventualmente el contenido estructural que tales cuentos contienen, se aprovecharán de la naturaleza de la mente que busca coincidencia de patrones en la información percibida (pattern-matching) y harán capaz al estudiante de observar el funcionamiento de sus propias respuestas emocionalmente condicionadas a las cambiantes circunstancias de la vida ordinaria. Luego hacen que sea más simple para ellos el tomar la acción requerida por la coyuntura, y a que sus mentes se conecten con reinos más elevados. Los cuentos-enseñanza deberían ser leídos, contados y reflexionados, pero no analizados intelectualmente, pues ello destruye el impacto beneficioso que de otra forma habrían tenido sobre la mente.” Shah, agregaron, era “un gran coleccionista y editor de cuentos y escritos que contenían tal cualidad de “impacto a largo plazo”. Shah entendió la vital importancia para la humanidad de los cuentos-enseñanza y su aspecto de 'plano-diseño-mental', y sus libros están repletos de ejemplos nutritivos.”
Olav Hammer nota que durante los últimos años de Shah, cuando la generosidad de sus admiradores lo hicieron realmente acaudalado, y ya se había transformado en una respetada figura en los altos estamentos de la sociedad británica, se generaron controversias debido a discrepancias entre datos autobiográficos – mencionando parentesco con el profeta Mahoma, afiliaciones con una orden secreta Sufí de Asia Central, o la tradición en la cual se le enseñó a Gurdjieff – y recuperables datos históricos. Mientras que puede haber habido un vínculo de parentesco con el profeta Mahoma, el número de gente que actualmente comparte dicha conexión, 1300 años después, sería de al menos un millón. Otros elementos de la autobiografía de Shah aparentarían haber sido pura ficción. Aun así, Hammer notó que los libros de Shah se han mantenido bajo demanda del público, y que él ha ocupado un “rol significativo en representar la esencia del Sufismo como una síntesis de sabiduría espiritual no confesional, individualista y afirmadora de la vida”.
Peter Wilson escribió que si Shah hubiera sido un estafador, habría sido uno notable, porque a diferencia de los simples escritores comerciales, él se había tomado el tiempo para producir un sistema elaborado e internamente consistente que atrajo un “diverso rango de gente más o menos eminente”, y había “provocado y estimulado el pensamiento en muchos sectores diferentes”. Moor e reconoció que Shah había hecho una contribución considerable para popularizar un Sufismo humanístico, y que había “traído energía y recursos a su auto-engrandecimiento”, pero finalizó con la irrecusable conclusión que lo de Shah era “un 'Sufismo' sin autosacrificio, sin autotrascendencia, sin la aspiración a la gnosis, sin tradición, sin el Profeta, sin el Corán, sin el Islam, y sin Dios. Solo eso.”
El difunto Gore Vidal, refiriéndose a la obra de Shah, opinó que “Estos libros son mucho más difíciles de leer que de escribir.”

#### La controversia sobre el libroLos Sufis
El movimiento inspirado por Shah fue también recibido de forma controversial. Algunos orientalistas fueron hostiles, en parte porque Shah presentaba los escritos clásicos Sufis como herramientas para ser utilizadas por gente contemporánea para su propio auto-desarrollo y no como objetos de estudio histórico.
La introducción de Graves al libro Los Sufis, escrita con ayuda de Shah, describió a Shah como siendo parte de “la línea masculina de descendientes del profeta Mahoma” y que heredó “secretos misterios de los Califas, sus ancestros. Él es, de hecho, un Gran Sheikh de la Tariqa (vía, camino) Sufi...” En privado, sin embargo, escribiéndole a un amigo, Graves confesó que esto era “engañoso: él es uno de nosotros, no un personaje mahometano.” La introducción no está incluida en las ediciones de Octagon Press que se imprimieron luego de 1983 pero siempre ha sido incluida en las ediciones de Ancho/Doubleday.
Y el crítico más feroz que tuvo Shah, el erudito escocés de la Universidad de Edinburgo L. P. Elwell-Sutton, en un artículo sobre Shah escrito en 1975, opinó que Graves había estado intentando “mejorar” el “más bien mediocre linaje” de Shah, y que la referencia a la línea de descendencia masculina de Mahoma era un “patinazo bastante lamentable”, dado que todos los hijos de Mahoma habían muerto en la niñez. En esta feroz diatriba Elwell-Sutton, entre tantas cosas, omite considerar, o ignora, que Sayyid es un título honorífico que designa a personas aceptadas como descendientes del profeta islámico Muhammad, por intermedio de su primo y yerno Ali, a través de sus nietos, Hasan Ibn Ali y Husain Ibn Ali, hijos de la hija de Muhammad, Fatimah, y Ali. Describió los libros de Shah como “triviales”, repletos de errores de hecho, traducciones inexactas y chapuceras e incluso faltas de ortografía en palabras y nombres orientales – “un embrollo de lugares comunes, irrelevancias y simple jerigonza”, agregando para dejar por demás en claro el desagrado que sentía por Shah, que este mismo tenía “una notable opinión sobre su propia importancia”. Tuvo también una mala opinión del homenaje compilado por Rushbrook Williams en honor a Shah, diciendo que consideraba que muchas de las reivindicaciones publicadas en dicho libro, hechas en nombre de Shah y su padre, referidas a su representación de la tradición Sufí, eran una mera publicidad creada para servir sus propósitos, marcadas por una “persuasiva despreocupación por los hechos reales y concretos”. Expresando diversión y asombro frente a los “modos aduladores” de los interlocutores que entrevistaban a Shah en una radio de la BBC, Elwell-Sutton concluyó en que algunos de los intelectuales occidentales estaban “tan desesperados en encontrar respuestas a las preguntas que los desconcertaban que, confrontados a la sabiduría del “misterioso oriente”, abandonaban sus facultades críticas y se sometían al lavado de cerebro de la más baja calaña”. Para Elwell-Sutton, el Sufismo de Shah pertenecía al reino del “Pseudo-Sufismo”, “centrado no en Dios más en el hombre”.

#### La controversia “Omar Khayyam”
A fines de los años 60 y comienzos de los 70, Shah fue atacado debido a una controversia que se generó a partir de la publicación en 1967, de una nueva traducción del Rubaiyat de Omar Khayyam, realizada por Robert Graves y el hermano mayor de Shah, Omar Ali Shah. La traducción, que presentaba al Rubaiyat como si fuera un poema Sufí, se basó en una “chuleta”, supuestamente derivada de un manuscrito que había estado en poder de la familia Shah por 800 años. L. P. Elwell-Sutton, un orientalista de la Universidad de Edimburgo, y otros que examinaron el libro expresaron su convicción de que la historia del antiguo manuscrito era falsa.
Robert Graves contaba con que el padre de Shah, el Sirdar Ikbal Ali Shah, presentaría el manuscrito original para así terminar de limpiar el asunto, pero murió en un accidente de tráfico en Tánger, durante noviembre de 1969. Un año más tarde, Graves le pidió a Idries Shah que produjera el manuscrito. Shah contestó en una carta que el manuscrito no estaba en su poder, pero aún si lo hubiera estado, el mero hecho de mostrarlo no sería prueba de nada, ya que su antigüedad no podría ser confirmada sirviéndose de los métodos que por ese entonces se utilizaban, por lo cual su autenticidad aún hubiera sido impugnada. Shah escribió que “ya era hora que nos diéramos cuenta de que las hienas que tanto ruido están haciendo simplemente están montando una campaña de oposición y destrucción cuando, aceptémoslo, nadie realmente está escuchando”. Agregó además que su padre estaba tan furioso con quienes lanzaban tales calumnias que se rehusaba a colaborar con ellos, y que sentía que la respuesta de su padre había sido la correcta. Graves, notando que ahora era ampliamente percibido como una víctima del gran engaño de los hermanos Shah, y que además dicho asunto afectó sus ingresos por las ventas de sus otros escritos históricos, insistió en que mostrar el manuscrito se había transformado en “una cuestión de honor familiar”. Presionó nuevamente a Shah, recordándole de sus anteriores promesas de mostrar el manuscrito de ser necesario.
Ninguno de los hermanos jamás mostró el manuscrito, hecho que llevó al sobrino y biógrafo de Graves, a reflexionar que era muy difícil de creer que – teniendo en cuenta las muchas obligaciones que los hermanos Shah tenían para con Graves – habrían retenido el manuscrito si es que realmente hubiera existido en primer lugar. Según la viuda de Graves, quien escribió una carta muchos años después, en la cual afirmaba que Graves tenía “completa fe” en la autenticidad del manuscrito debido a su amistad con Shah, aun cuando él nunca tuvo la oportunidad de ver el texto en persona. Actualmente el consenso de los expertos indica hoy que el manuscrito “Jan-Fishan Khan” fue un engaño, y que la traducción de Graves/Ali-Shah estaba de hecho basada en un análisis hecho por un erudito aficionado de la época victoriana, de las fuentes usadas por Edward FitzGerald, previo traductor del Rubaiyat.

## Obra

### Magia
- Magia oriental ISBN 0-86304-017-9 (1956)
- La ciencia secreta de la magia: los libros de los brujos ISBN 84-7517-080-3

### Sufismo
- Los sufis ISBN 978-1-78479-293-0 ISF Publishing
- Cuentos de los derviches ISBN 84-7509-078-8 Ed. Paidós
- Caravana de sueños ISBN 978-1-78479-977-9 ISF Publishing
- Reflexiones ISBN 978-1-78479-244-2 ISF Publishing
- El camino del Sufi ISBN 978-1-78479-253-4 ISF Publishing
- El Libro del libro ISBN 978-1-78479-247-3
- La Sabiduría De Los Idiotas ISBN 978-1-78479-963-2 ISF Publishing
- La exploración dérmica ISBN 978-1-78479-920-5 ISF Publishing
- Pensadores de Oriente ISBN 978-1-78479-995-3 ISF Publishing
- El monasterio mágico ISBN 84-7509-139-3 Ed. Paidós
- El elefante en la oscuridad: el cristianismo, el islam y los Sufis ISBN 978-1-78479-932-8 ISF Publishing
- Una gacela velada ISBN 84-254-2034-2 Ed. Herder
- Neglected Aspects of Sufi Study ISBN 0-900860-56-1 (1977)
- Humor Sufi ISBN 84-9867-121-3 Ed. Integral (2008)
- Un escorpión perfumado ISBN 84-7245-268-9 Ed. Kairós
- Aprender a aprender: Psicología y espiritualidad al estilo Sufi (introducción de Doris Lessing) ISBN 84-7509-461-9 Ed. Paidós (2010)
- Los cien cuentos de la sabiduría Sufi ISBN 8441408432 Ed. Edaf (2007)
- Evenings with Idries Shah ISBN 0-86304-008-X (1981)
- Letters and Lectures of Idries Shah ISBN 0-86304-010-1 (1981)
- Observations ISBN 0-86304-013-6 (1982)
- El buscador de la verdad ISBN 84-7245-185-2 Ed. Kairós
- Sufi Thought and Action ISBN 0-86304-051-9 (1990)
- El yo dominante ISBN 84-7245-468-1 Ed. Kairós
- Aprender a saber ISBN 84-493-1906-4 Ed. Paidós (2006)

### Colecciones de cuentos de Nasrudín
- Las Hazañas del Incomparable Mula Nasrudin ISBN 84-7509-262-4 Ed. Paidós
- Las Ocurrencias del Increíble Mula Nasrudin ISBN 84-7509-404-X Ed. Paidós
- Las sutilezas del Inimitable Mula Nasrudin ISBN 84 7245 572 6 Ed. Kairós (2004)
- El Mundo de Nasrudin ISBN 84 7871 200 3 Ed. RBA (2004)

### Viajes
- Destination Mecca ISBN 0-900860-03-0 (1957)

### Ficción
- Kara Kush, London: William Collins Sons and Co., Ltd.. ISBN 0-685-55787-1 (1986

### Folklore
- World Tales ISBN 0-86304-036-5 (1979)

### Libros para niños
- El Hombre Maleducado Ed. Hoopoe Books ISBN 1-883536-87-1 (2006)
- El Hombre y el Zorro Ed. Hoopoe Books ISBN 1-883536-83-9 (2006)
- La Señora y el Águila Ed. Hoopoe Books ISBN 1-883536-89-8 (2007)
- Neem el Media Nino Ed. Hoopoe Books ISBN 1-883536-96-0 (2007)

### Como Arkon Daraul
- A History of Secret Societies ISBN 0-8065-0857-4 (1961)
- Witches and Sorcerers ISBN 0-8065-0267-3 (1962)